# Autofoto

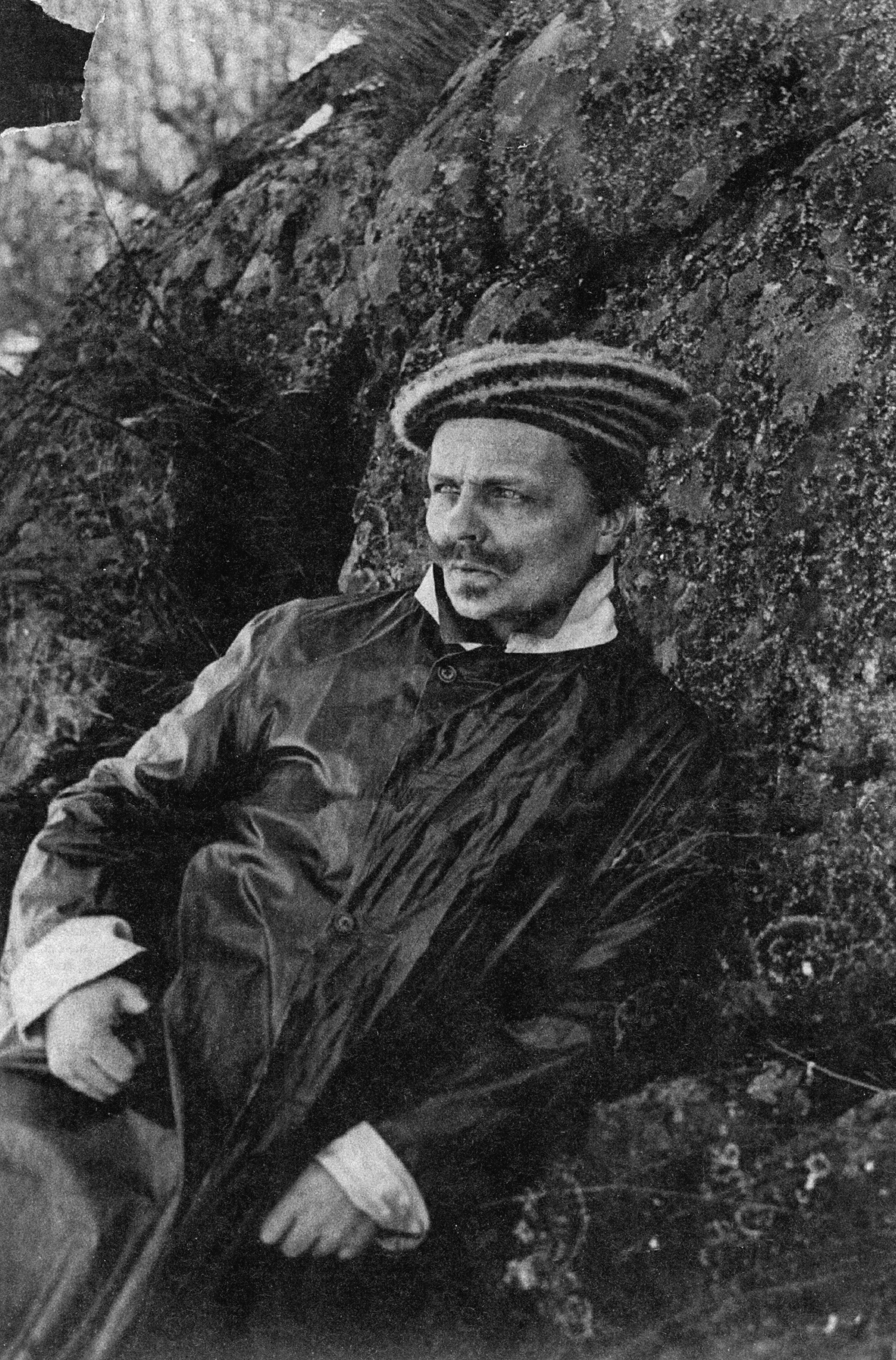
Fotografia d'August Strindberg presa per ell mateix

Una autofoto o selfie és un tipus d'autoretrat. El 2013 la Universitat d'Oxford, en el seu diccionari de llengua anglesa, va nomenar selfie la paraula de l'any.

## Etimologia
En la indústria de l'entreteniment coreana, l'abreviatura «selca» significa imatge presa per a un mateix, un autoretrat fotogràfic. Tot i així, el primer ús conegut va ser el terme «selfie» en anglés a Austràlia,  el 13 de setembre de l'any 2002 a un fòrum d'internet. propietat de l'empresa de radiofusió pública d'Austràlia ABC.
Um, drunk at a mates 21st, I tripped ofer [sic] and landed lip first (with front teeth coming a very close second) on a set of steps. I had a hole about 1cm long right through my bottom lip. And sorry about the focus, it was a selfie.
Els diccionaris Oxford van triar la paraula selfie com la «paraula en anglès de l'any en 2013»

## Història

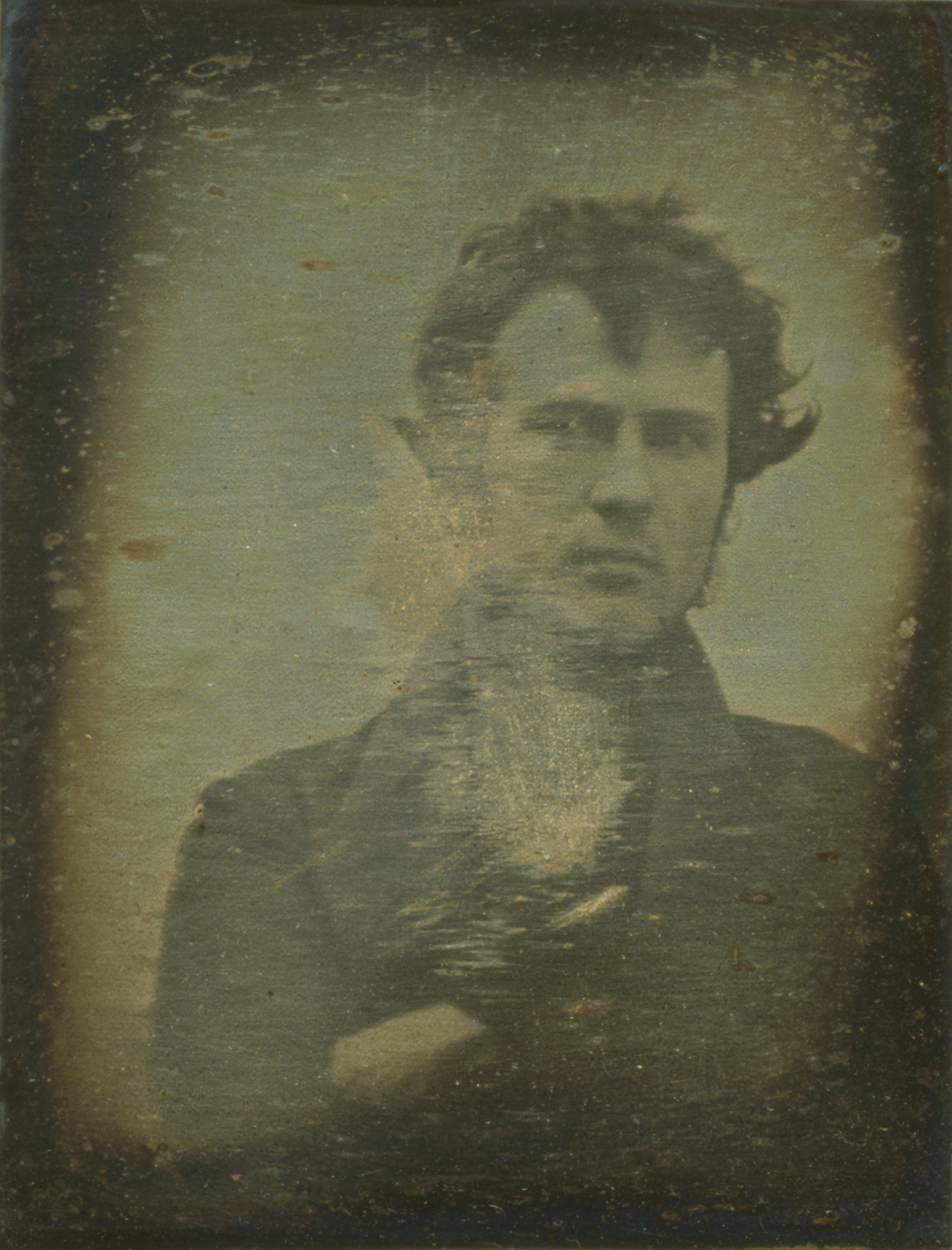
Daguerreotip de Robert Cornelius

Al llarg del últims segles tenim imatges i fets similars a la forma com entenem el mot selfie actualment. Segurament, el primer fet relacionable amb l'autofoto, són els autoretrats dels pintors. Però ja en el món de la fotografia, el primer semblant va ser obra de Robert Cornelius que va produir per primera vegada un daguerreotip de si mateix. A part de ser el primer autoretrat amb format d'imatge, era de les primeres fotografies de tota la història on hi sortia una persona. En aquella època, el procés per tirar una foto era lent i difícil, i havia de sortir tot fil per randa. Com que el procés va ser lent va ser capaç de descobrir l'objectiu, moure's fins al punt per aparèixer a la imatge, executar un tir durant un minut o més amb un botó connectat amb cable a la càmera i després tornar a posar la tapa de l'objectiu. Aquest fou el primer selfie realitzat, l'any 1839.

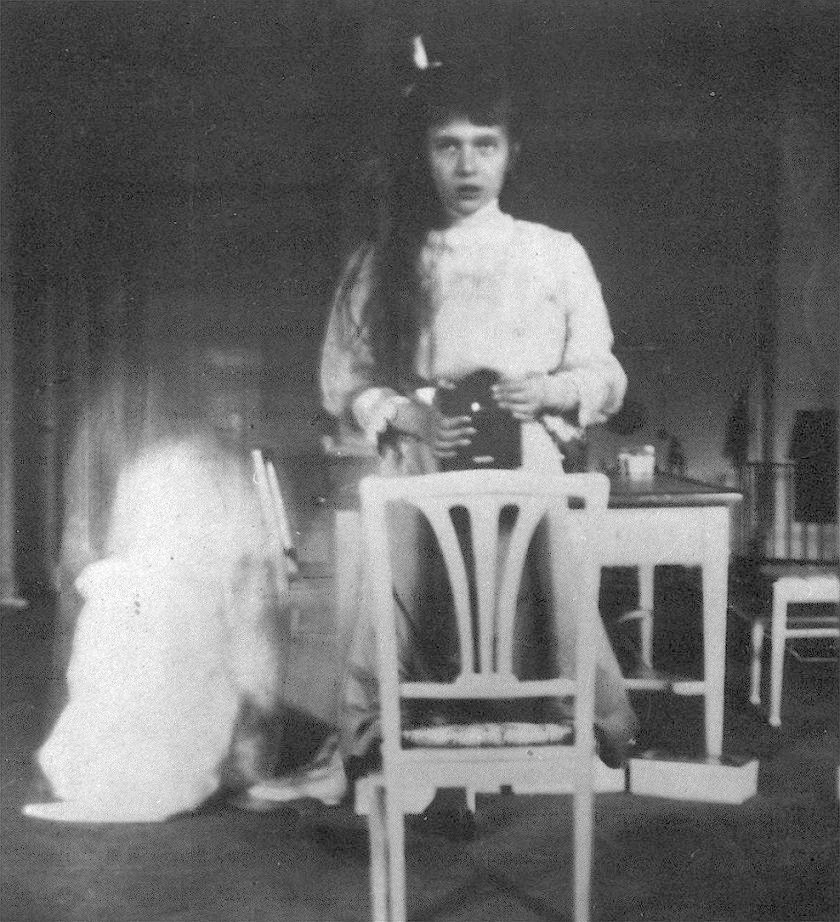
Autoretrat de la duquessa Anastàsia Nikolaevna

El debut de la primera càmera de fotografia portàtil, Kodak Brownie, càmera de caixa el 1900, va donar lloc a l'autoretrat fotogràfic, convertint-se ja, en una tècnica més generalitzada. El mètode era en general pel mirall i l'estabilització de la càmera, ja sigui en un objecte proper o sobre un trípode i l'elaboració a través d'un visor en la part superior de la caixa. A Rússia, l'any 1914, la duquessa Anastàsia Nikolaevna, a l'edat de 13 es va fer la imatge utilitzant un mirall per enviar a un amic. A la carta que acompanyava la fotografia, hi va escriure: «Vaig prendre aquesta foto de mi mateixa mirant al mirall. Era molt difícil, ja que les meves mans estaven tremolant».

## Propòsits
Segons els estudis fets per diferents psicòlegs que estudien els nous fenòmens d'internet, entre ells les selfies, s'han determinat diferents aspectes. La motivació que tenen en fer-se la foto no és sempre clara, però les més comunes solen ser:
1. Cridar l'atenció d'altres persones
2. Pujar l'autoestima
3. Presumir d'èxits o moments
4. Com a missatge per algú en especial
5. Per diversió
6. Com a conseqüència de la marginació social o assetjament escolar

## Aparició de les selfies

### Popularitat
El Kyocera VP-210 va ser el primer telèfon mòbil amb càmera frontal de 0.11 megapíxels, una pantalla LCD TFT de 2 polzades i memòria interna per a emmagatzemar fins a 20 fotos. Va ser presentat al Japó al 1999.
El terme selfie com a tal no es va popularitzar fins als primers anys del segle XXI amb l'aparició del model Sony Ericsson Z1010 l'any 2003.
Abans que la xarxa social Facebook es tornés popular de manera massiva, els autoretrats fotogràfics es van fer molt populars en Myspace. No obstant això, l'escriptora Kate Losse explica que entre 2006 i 2009 les "MySpace pic" —típicament imatges de mala qualitat fetes al lavabo — es qualificaven com a imatges de mal gust als primers usuaris de Facebook, ja que, en aquesta xarxa social els retrats solien ser més sofisticats i, generalment, fets per terceres persones. L'any 2009, el servei d'allotjament multimèdia Flickr s'utilitzava el terme selfie per a descriure els àlbums d'autoretrats fotogràfics que publicaven els adolescents. Segons descriu Losse, les millores de les càmeres frontals dels dispositius mòbils com l'iPhone 4 (2010) que van copiar el sistema dels telèfons coreans i japonesos, així com diversos serveis com Instagram, van suposar el ressorgiment definitiu de les selfies l'any 2010. Si bé en un principi es van fer populars entre els joves, les selfies s'han tornat una tècnica cada vegada més popular.
El narcisisme començà a ser considerat una condició implícita del mitjà. A partir d'aleshores la majora dels mòbils disposaren d'aquesta funció que permetia la difusió del gènere i que va millorar amb l'Iphone 4 (2010) i l'aparició del 2011 dels pal de selfie.
El 12 de març de 2014, una selfie grupal dirigida per Ellen DeGeneres durant la transmissió televisada de la 86a cerimònia dels Premis Oscar es va convertir en la imatge més retuitada de la història. DeGeneres va dir que buscava homenatjar el rècord de 18 nominacions als Oscar de Meryl Streep en establir un nou rècord al costat d'ella, i va convidar a altres dotze celebritats presents a unir-se, entre ells Meryl Streep, Julia Roberts, Channing Tatum, Bradley Cooper, Kevin Spacey, Angelina Jolie, Brad Pitt, Lupita Nyong'o, Jared Leto i Jennifer Lawrence, a més del germà de Lupita, Peter Nyong'o, que es va colar a la foto. La fotografia va batre el rècord dins dels seus primers quaranta minuts i va ser retuitada (compartida a través de la plataforma Twitter, actual X) més d'1.8 milions de vegades en la primera hora. Al final de la cerimònia havia estat retuitada més de 2 milions de vegades, menys de 24 hores més tard havia estat retuitada més de 2.8 milions de vegades. Fins al 16 d'octubre de 2014 s'ha retuitat 3 381 051 de vegades. Va batre el rècord anterior, de 778 801, que va tenir lloc quan Barack Obama va guanyar en les eleccions presidencials de 2012.

### Olimpíades selfie
Els Jocs Olímpics de Selfies és un fenomen d'internet que es va originar el gener de 2014 com una activitat competitiva per als millors selfies. El mem es va originar immediatament després del 2013. A més s'ha relacionat amb els Jocs Olímpics d'Hivern de 2014. El mem consisteix en el fet que una persona es faci una autofoto, sovint en el seu repòs, o en situacions excepcionals.
El mem es va originar a Twitter. La propagació del mem es va dur a terme amb l'ús dels hashtags #selfiegame i #selfieolympics. Un compte "oficial" de Twitter es va obrir sota el nom d'usuari SelfyOlympics. No obstant això, el compte va ser abandonat en favor de la gestió de Twitter, que va tancar l'usuari anomenat SelfyGames. Una pàgina de Facebook també es va obrir amb aquest objectiu, però no va tenir el mateix èxit que a Twitter o Instagram.

## Guia Selfie
A causa de l'exponencial nombre d'accidents i morts per selfies, al gener de 2020 apareix la Guia Selfie, una guia que recopila les situacions en què hi ha hagut més accidents i també donen consells i trucs per a evitar perills. Ja en 2015, la revista científica de l'Índia Journal of Family Medecine and Primary Care va publicar un informe en el qual confirmen que treure's selfies mata a més persones que les que pugen a l'Everest i que ja és cinc vegades més mortal que un atac de tauró a nivell mundial.
Així mateix, museus, estadis, fires i llocs emblemàtics de tot el món ja han prohibit i adverteixen penalitzacions per l'ús dels anomenats pals selfie; com són per exemple el National Gallery de Londres; el Coliseu de Roma; el palau de Versalles i el museu del Louvre a París; el museu Metropolità d'Art de Nova York; l'estadi de Wembley a Londres; Disney World o la Comic-con a Sant Diego.